# Trimalaconothrus australis
Trimalaconothrus australis är en kvalsterart som beskrevs av Hammer 1958. Trimalaconothrus australis ingår i släktet Trimalaconothrus och familjen Malaconothridae. Inga underarter finns listade i Catalogue of Life.